# 松尾信資
松尾 信資（まつお のぶすけ、1906年12月14日 - 1991年10月28日）は、日本の内務官僚。愛知県副知事を務めた。新潟県出身。

## 経歴・人物
1925年に加茂農林専門学校を卒業し、1932年から1940年までに旧制中学校で教諭として勤務し、1940年に内務省に入省。1947年に愛知県庁に転じ、1963年から1970年までに副知事を務め、桑原幹根知事の下で、県政の企画、立案に携わった。
県文化会館館長、名古屋高速道路公社理事長、名城大学理事長なども務めた。1983年に勲二等瑞宝章を受章した。
1991年10月28日心不全のために死去。84歳没。